# Літовищі (гміна)
Гміна Літовищі (пол. Gmina Lutowiska) — сільська гміна у східній Польщі. Належить до Бещадського повіту Підкарпатського воєводства.
Станом на 31 грудня 2011 у гміні проживало 2151 особа.
Гміна є однією з найбільших за площею у Польщі (7), однак має найменшу густину населення.

## Історія
Утворена з 1.08.1934 у складі Ліського повіту Львівського воєводства з дотогочасних сільських громад: Кривка, Літовищі, Скородний, Смільник, Журавин.
У середині вересня 1939 року німці окупували територію гміни, однак уже 26 вересня 1939 року мусіли відступити, оскільки за пактом Ріббентропа-Молотова вона належала до радянської зони впливу. За кілька місяців територія ввійшла до Нижньо-Устрицького району Дрогобицької області. Наприкінці червня 1941, з початком Радянсько-німецької війни, територія знову була окупована німцями. В липні 1944 року радянські війська знову оволоділи цією територією. В 1951 році територія віддана Польщі, бойківські села насильно виселені на південь УРСР.

## Площа
Згідно з даними за 2007 рік площа гміни становила 475.85 км², у тому числі:
- орні землі: 11.00%
- ліси: 82.00%

Таким чином, площа гміни становить 41.81% площі повіту.

## Населення
Станом на 31 грудня 2011:
| Опис     | Загалом | Загалом | Чоловіки | Чоловіки | Жінки | Жінки |
| -------- | ------- | ------- | -------- | -------- | ----- | ----- |
| одиниця  | осіб    | %       | осіб     | %        | осіб  | %     |
| все      | 2151    | 100     | 1101     | 51.19    | 1050  | 48.81 |
| міське   | 0       | 100     | 0        |          | 0     |       |
| сільське | 2151    | 100     | 1101     | 51.19    | 1050  | 48.81 |

## Солтиства
- Хміль: Хміль (пол. Chmiel)
- Дверник: Дверник (пол. Dwernik), Царинське (пол. Caryńskie), Дверничок (пол. Dwerniczek), Насічне (пол. Nasiczne)
- Літовищі: Літовищі (пол. Lutowiska), Скородний (пол. Skorodne)
- Смільник: Смільник (пол. Smolnik), Журавин (пол. Żurawin)
- Ступосяни: Біньова або Беньова (пол. Beniowa), Буковець (пол. Bukowiec), Дидьова (пол. Dydiowa), Лікоть (Łokieć), Мучне (пол. Muczne), Протісне (Procisne nad rzeką San),, Приселини (Pszczeliny), Сянки (Польща) (Sianki), Соколики Гірські (Sokoliki), Ступосяни (Stuposiany), Тарнава Нижня (Tarnawa Niżna), Тарнава Вижня (Tarnawa Wyżna),
- Устрики Горішні: Бережки (пол. Bereżki), Береги Горішні (пол. Brzegi Górne), Устрики Горішні (пол. Ustrzyki Górne), Волосате (пол. Wołosate)
- Затварниця: Гільське (Hulskie), Криве над Сяном (Krywe), Затварниця (Zatwarnica)

### Неіснуючі населені пункти
- Дзвиняч Горішній (Dźwiniacz Górny),
- Кривка (Krywka),
- Сіковець (Sękowiec),
- Сухі ріки (Suche Rzeki)

## Сусідні гміни
Гміна Літовищі межує з такими гмінами: Тісна, Чорна. Гміна також межує з Україною та Словаччиною.